# Fest i hela huset
Singles de Basshunter
Saturday
(2011) Northern Light
(2012)
Pistes de Calling Time
Northern Light
Fest i hela huset est une chanson de l'artiste suédois Basshunter. Elle est produite par Warner Music Sweden.

## Liste des pistes
- Single (20 avril 2011)[1]

1. Fest i hela huset (Basshunter vs. BigBrother) – 2:50

## Classements

### Classements hebdomadaires
| Pays  | Classement (2011) | Meilleure Position |
| ----- | ----------------- | ------------------ |
| Suède | Top 60 Singles    | 5                  |

### Classement de fin d'année
| Classement (2011)       | Position |
| ----------------------- | -------- |
| Suède Classement single | 70       |